# Табори (село)
Табори (груз. თაბორი) — село в Грузии, на территории Цагерского муниципалитета края (мхаре) Рача-Лечхуми и Нижняя Сванетия.

## География
Село находится в северной части Грузии, к востоку от реки Ладжануры, на расстоянии приблизительно 10 километров (по прямой) к юго-востоку от города Цагери, административного центра муниципалитета. Абсолютная высота — 880 метров над уровнем моря.

## Население
По результатам официальной переписи населения 2014 года, в Табори проживал 81 человек (45 мужчин и 36 женщин). В национальной структуре населения грузины составляли 100 %.
| Год  | Население, человек |
| ---- | ------------------ |
| 2002 | 155                |
| 2014 | ↘ 81               |